# Cá voi xám
Cá voi xám (danh pháp hai phần: Eschrichtius robustus), là một con cá voi tấm sừng hàm hàng năm di chuyển giữa khu vực kiếm thức ăn và sinh sản. Nó đạt tới chiều dài khoảng 16,5 mét, trọng lượng 50 tấn, và tuổi thọ 50-70 năm. Tên gọi phổ biến của cá voi đến từ các đốm xám và đường văn màu trắng trên da đen của nó. Cá voi xám từng được gọi là cá quỷ vì hành vi phản kháng của chúng khi bị săn bắn. Cá voi xám là loài còn sống duy nhất trong chi Eschrichtius, chi này lại là chi sống sót duy nhất trong họ Eschrichtiidae. Loài động vật có vú này có nguồn gốc từ cá voi ăn bằng hàm răng lọc đồ ăn đã phát triển ở đầu thế Oligocen, hơn 30 triệu năm trước.
Những con cá voi xám phân bố trong vùng Đông Bắc Thái Bình Dương (Bắc Mỹ) dân số và một cực kỳ nguy cấp dân Tây Bắc Thái Bình Dương (châu Á). Số lượng ở Bắc Đại Tây Dương đã bị tuyệt diệt (có thể do nạn săn bắt cá voi) trên bờ biển châu Âu trước năm 500 và bờ biển Mỹ khoảng cuối những năm 17 đến thế kỷ đầu tiên 18. Tuy nhiên, ngày 08 tháng 5 năm 2010, việc xuất hiện một con cá voi xám đã được xác nhận ngoài khơi bờ biển Israel ở biển Địa Trung Hải, dẫn một số nhà khoa học nghĩ rằng họ có thể phục hồi số lượng ở khu vực sinh sản cũ mà không được sử dụng trong nhiều thế kỷ.

## Phân loại học

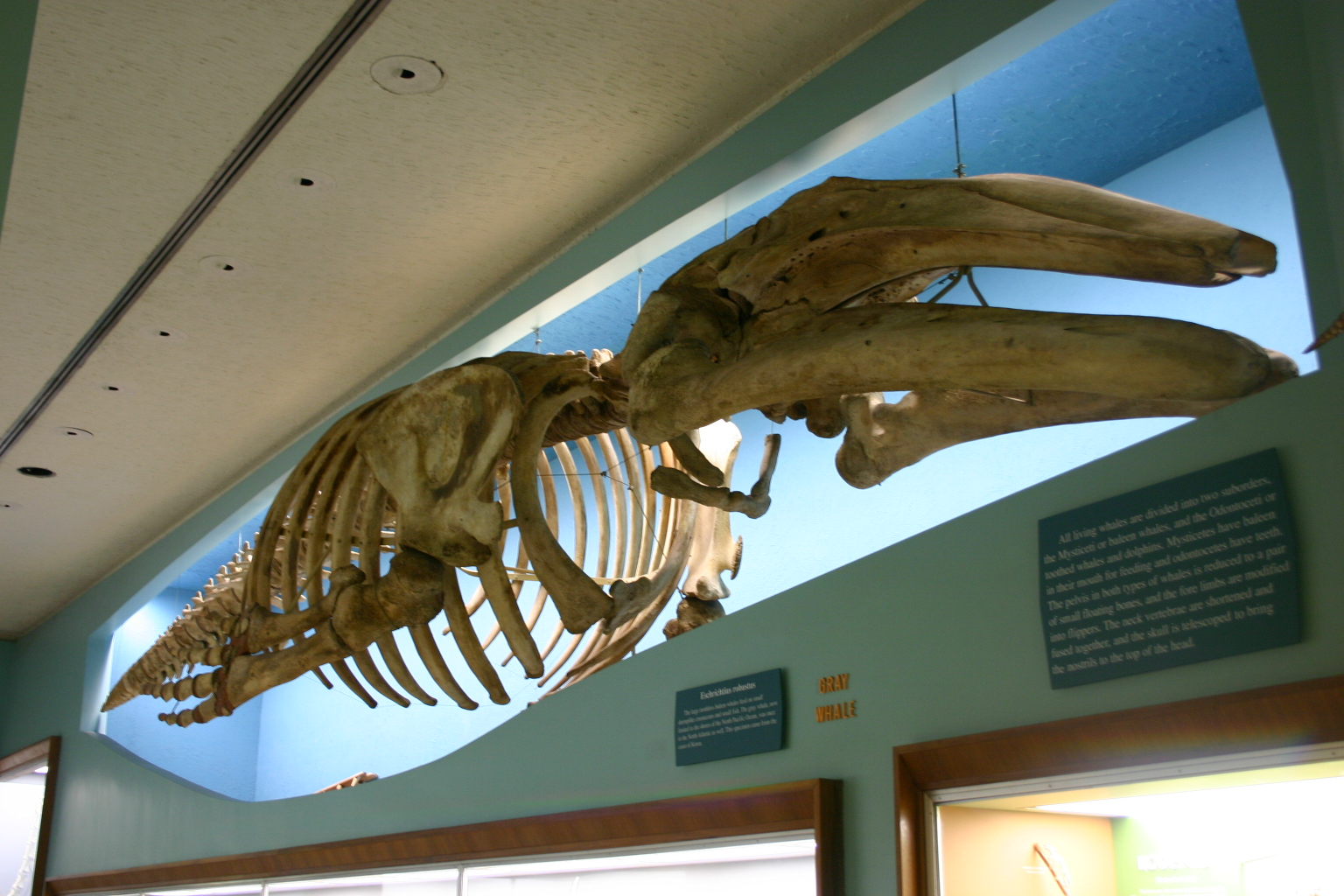
Skeleton

Theo cách hiểu thông thường, cá voi xám được xem là loài duy nhất còn sinh tồn trong chi và họ của nó. Phân tích DNA gần đây chỉ ra các loài trong họ Balaenopteridae, như cá voi lưng gù (Megaptera novaeangliae và cá voi vây (Balaenoptera physalus), có quan hệ gần gũi hơn với cá voi xám hơn là các loài khác trong họ Balaenopteridae như cá voi Minke. John Edward Gray đã xếp nó vào chi Eschrichtius năm 1865, và đặt tên chi này theo tên của nhà động vật học Daniel Eschricht. Tên gọi phổ biến của nó xuất phát từ màu xám của nó. Các mẫu bán hóa thạch của loài cá voi xám đã tuyệt chủng được Gray thu thập từ các bờ biển Đại Tây Dương thuộc Anh và Thụy Điển, theo đó ông Gray đã miêu tả khoa học loài này đầu tiên mà sau này chỉ tìm thấy được loài còn sinh tồn sống trong các vùng nước thuộc Thái Bình Dương. Các loài đang sinh sống trong Thái Bình Dương đã được Cope miêu tả và đặt tên là Rhachianectes glaucus năm 1869. So sánh khung xương cho thấy các loài ở Thái Bình Dương giống hệt các hóa thạch ở Đại Tây Dương trong thập niên 1930, và cách đặt tên của Gray sau đó đã được công nhận. Mặc dù sự giống nhau giữa các cá thể trong Thái Bình Dương và Đại Tây Dương không thể được chứng minh bằng các dữ liệu giải phẫu, khung xương của nó có nét đặc trưng và dễ dàng phân biệt với tất cả các cá thể cá voi còn sống khác.
Có nhiều tên gọi đã được sử dụng để chỉ cá voi xám, bao gồm cá voi sa mạc, cá voi lưng xám, devil fish, mussel digger và rip sack. Tên khoa học Eschrichtius gibbosus đôi khi cũng có một số tài liệu sử dụng; tên gọi này đã được chấp nhận theo miêu tả của Erxleben năm 1777.

## Số cá thể
Có hai nhóm phân bố trên Thái Bình Dương: một nhóm với số lượng ít hơn 130 con (theo đánh giá năm 2008) tuyến đường di cư của chúng giữa biển Okhotsk và Hàn Quốc, và một nhóm lớn hơn với số cá thể khoảng 20.000 đến 22.000 con sống ở phía đông Thái Bình Dương và di chuyển giữa các vùng nước ngoài khơi Alaska và Baja California Sur. Nhóm phía tây được IUCN xếp vào nhóm cực kỳ nguy cấp. Không có cá thể cái mới sinh được ghi nhận năm 2010, nên có ít nhất 26 con cái có khả năng sinh theo quan sát từ năm 1995. Ngay cả một số rất nhỏ các con cái chết hàng năm sẽ làm số lượng cá thể của phân nhóm này suy giảm.
Năm 2007, S. Elizabeth Alter sử dụng cá tiếp cận gen để ước tính sự phong phú của thời kỳ trước khi cá voi bị đánh bắt dựa trên các mẫu lấy từ 42 con cá voi xám ở California, và công bố sự biến đổi DNA ở hợp phần di truyền loci với số cá thể 76.000–118.000 con, lớn hơn từ 3 đến 5 lần so với số cá thể trung bình bằng phương pháp thống kê năm 2007. NOAA đã tiến hành nghiên cứu số cá thể mới trong giai đoạn 2010–2011; dữ liệu này đã được công bố năm 2012. Hệ sinh thái biển có thể đã thay đổi kể từ thời kỳ trước khi đánh bắt cá voi, làm cho sự hồi phục của số lượng cá voi trước thời gian bị đánh bắt là không khả thi; nhiều nhà sinh thái biển đã cho rằng số cá thể cá voi xám ở đông Thái Bình Dương xấp xỉ khả năng tiếp nhận số cá thể trong môi trường đó.
Cá voi xám đã tuyệt chủng ở bắc Đại Tây Dương trong thế kỷ 18. Phân tích đồng vị phóng xạ cacbon của các hóa thạch được lấy ở các bờ biển châu Âu (Bỉ, Hà Lan, Thụy Điển, Vương quốc Anh) đã xác nhận điều đó, có thể nguyên nhân do đánh bắt cá voi. Xác định tuổi của các mẫu khác ở thời kỳ La Mã cũng đã đực tìm thấy ở Địa Trung Hải trong khi đào bến cảng cổ Lattara gần Montpellier năm 1997, đã dấy lên câu hỏi liệu các cá thể cá voi xám Đại Tây Dương đã di chuyển lên và xuống bờ biển châu Âu để vào sinh đẻ trong Địa Trung Hải hay không. Tương tự, việc định tuổi cacbon của các mẫu bán hóa thạch bờ biển đông châu Mỹ đã xác nhận cá voi xám đã sinh sống ở đây ít nhất từ thế kỷ 17. Số cá thể này phân bố ít nhất là từ Southampton, New York, đến Jupiter Island, Florida, từ 1675. Trong quyển lịch sử đảo Nantucket từ 1835, Obed Macy đã viết rằng trong các khu vực sinh sống của cá heo 1672 được gọi là "scragg", chúng đã vào cảng và bị giết bởi những người định cư. A. B. Van Deinse chỉ ra rằng "scrag whale", được P. Dudley miêu tả năm 1725 là một trong những loài bị săn bắt ở những người săn cá voi New England trước đây, hầu hết là cá voi xám.
Giữa năm 1980, 3 cá thể cá voi xám được nhìn thấy ở phía đông biển Beaufort, nên người ta cho rằng sự phân bố của chúng cách phía đông dãi phân bố hiện hữu lúc đó là 585 kilômét (364 mi). Tháng 5 năm 2010, một con cá voi xám được nhìn thấy ngoài khơi Địa Trung Hải thuộc Israel. Người ta cho rằng con cá voi này có nguồn gốc từ Thái Bình Dương vào Đại Tây Dương qua hành lang Tây Bắc, vì các tuyến hàng hải thay thế qua kênh đào Panama hoặc Mũi Hảo Vọng không tiếp giáp với lãnh thổ sinh sống của cá voi. Khi băng tan từ từ và sự thu hẹp biển băng Bắc Cực đạt đến đỉnh điểm năm 2007 làm cho tuyến đường Tây-Bắc trở nên thông thoáng hơn Cùng con cá đó đã được thấy lần nữa ngày 30 tháng 5 năm 2010 ngoài khơi bờ biển Barcelona.
Tháng 1 năm 2011, một con cá voi xám được đánh dấu thuộc nhóm phía tây đã được theo dõi là đã di chuyển về phía đông đến dải phân bố của nhóm phía đông ngoài khơi bờ biển British Columbia.